# Friedemann Schrenk

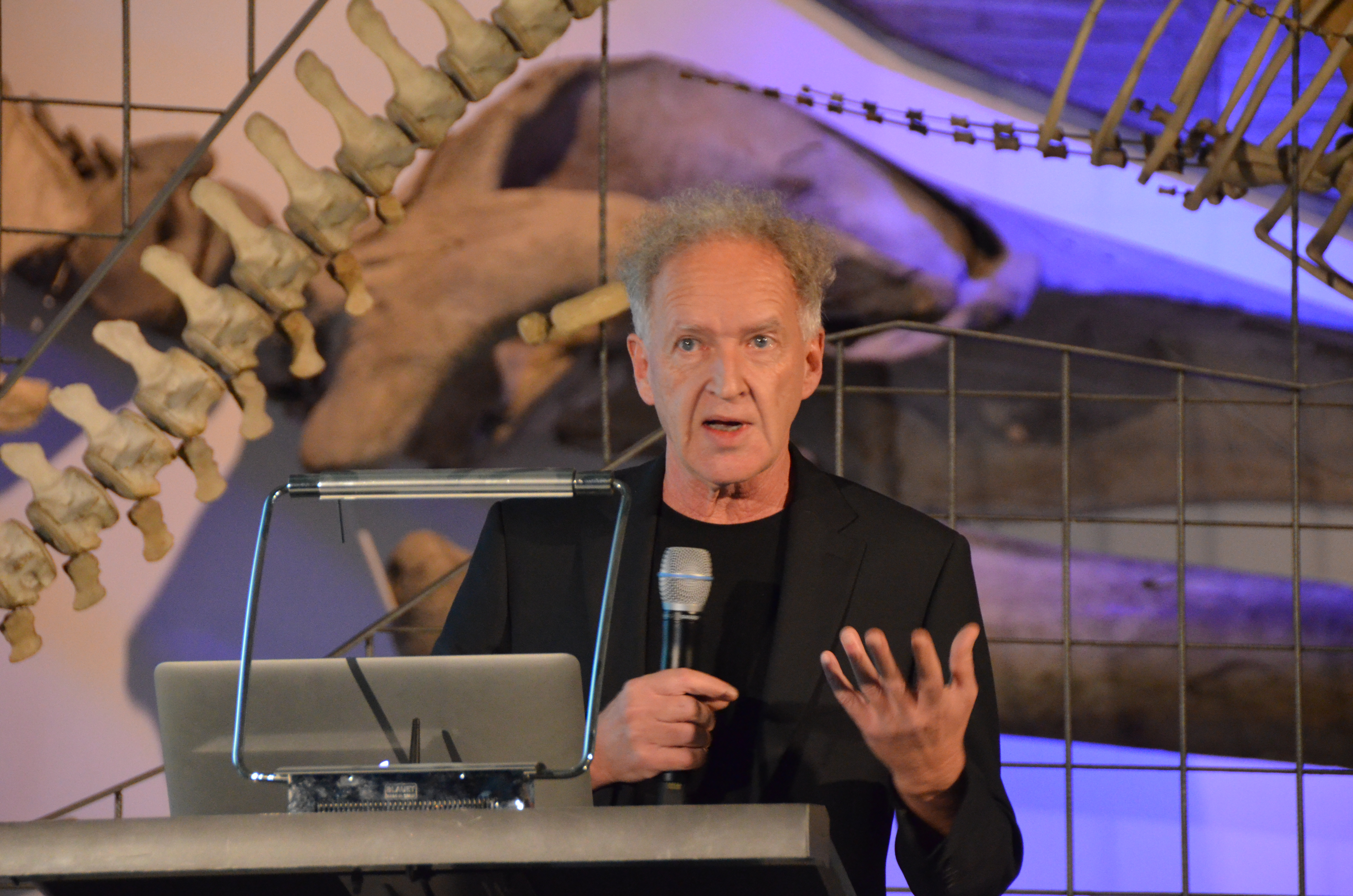
Friedemann Schrenk während der 15. Koenigswald-Lecture am Senckenberg Naturmuseum im November 2016

Friedemann Schrenk (* 18. Juli 1956 in Stuttgart) ist ein deutscher Paläoanthropologe. Am 11. August 1991 fand einer seiner Helfer in Uraha, einem kleinen Dorf bei Karonga in Malawi, den bezahnten Unterkiefer UR 501 eines 2,4 Millionen Jahre alten Hominiden. Das Fossil wurde 1993 in der Fachzeitschrift Nature als Homo rudolfensis eingeordnet und galt bis zur Beschreibung des Unterkiefer-Fragments LD 350-1 im März 2015 als der älteste Vertreter der Gattung Homo – eine halbe Million Jahre älter als das Fragment, das Richard Leakey 1972 am Turkana-See gefunden hatte.

## Werdegang
Friedemann Schrenk studierte zunächst ein Semester Grafikdesign, dann Geologie, Paläontologie, Zoologie, Anatomie und Anthropologie an der Technischen Universität Darmstadt, nach dem Vordiplom ab 1981 ferner für 18 Monate an der Universität Johannesburg und danach wieder in Darmstadt, wo er 1985 die Diplomprüfung im Fach Geologie ablegte. 1987 schloss er am Lehrstuhl des Frankfurter Zoologen Wolfgang Maier sein Studium mit einer Dissertation über ein schädelanatomisches Thema ab und war Maiers Assistent am Zentrum der Morphologie der Universitätsklinik Frankfurt. 1987 wechselte Schrenk wiederum als Maiers Assistent ans Institut für Spezielle Zoologie der Universität Tübingen. 1994 folgte die Habilitation an der Technischen Universität Darmstadt im Fach Paläontologie.
Bereits 1989 war Schrenk jedoch ans Hessische Landesmuseum Darmstadt gewechselt, zunächst als Kustos in der Geologisch-Paläontologischen und Mineralogischen Abteilung und ab 1990 als Abteilungsleiter. Von 1992 bis 1999 war er stellvertretender Direktor des Hessischen Landesmuseums Darmstadt.
Seit dem Jahr 2000 leitet Friedemann Schrenk am Forschungsinstitut Senckenberg in Frankfurt am Main, dem auch das Senckenberg-Museum angegliedert ist, die Sektion Paläoanthropologie und Quartärpaläontologie und ist als Professor für Paläobiologie der Wirbeltiere an der Frankfurter Johann Wolfgang Goethe-Universität tätig.

## Arbeitsschwerpunkte

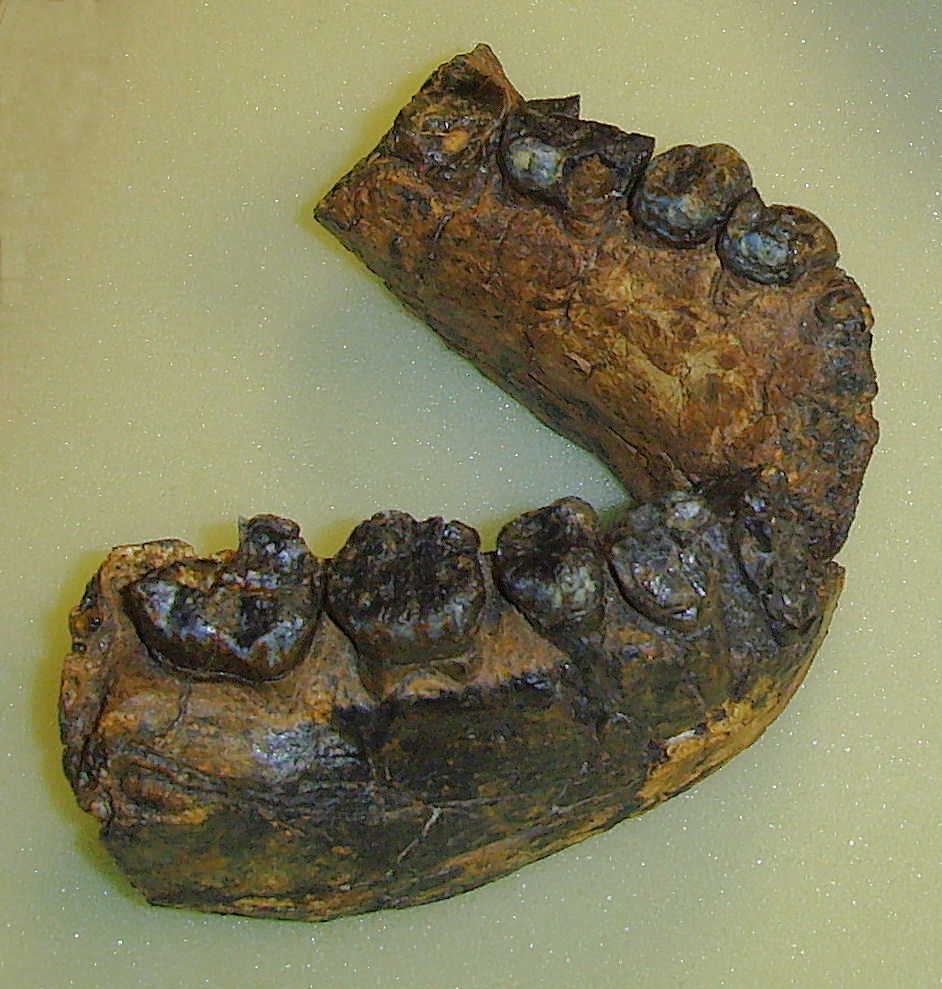
Der Unterkiefer UR 501 (Original)

Der Forschungsschwerpunkt von Friedemann Schrenk ist vor allem die Paläoanthropologie, ferner beschäftigt sich seine Abteilung bei Senckenberg mit Biogeographie und Evolutionsökologie des Pliozäns und des Pleistozäns Afrikas (mit Geländearbeiten in Malawi, Tansania und  Kenia), Evolutions- und Funktionsmorphologie der Säugetiere sowie die Vergleichende Konstruktionsmorphologie von Hartgeweben. Im Mittelpunkt seiner Forschungsarbeit steht seit Jahren die Frage: „Wie sind wir – der Homo sapiens – entstanden?“ Ziel seiner Forschungen ist die Entwicklung eines ganzheitlichen Bildes der Evolution des Menschen in Abhängigkeit von Klima-, Umwelt- und Nahrungsveränderungen in Afrika.
Friedemann Schrenk besitzt – bereits seit 1983 und gemeinsam mit seinem Kollegen Timothy Bromage – die einzige Grabungslizenz in Malawi. Im Nord-Süd-Korridor, heute vor allem in Malawi und Tansania, sind seine Projekte seit 1983 im Rahmen des Hominiden-Korridor-Projekts etabliert und erfolgreich. Seine bedeutendsten Funde sind ein teilweise bezahnter Unterkiefer von Homo rudolfensis (Katalognummer UR 501, benannt nach einem Jeansmodell) sowie ein 1996 bei Malema gefundenes Oberkiefer-Fragment mit erhaltenen ersten beiden Backenzähnen des Australopithecinen Paranthropus boisei (RC 911). In Kooperation mit diversen Partnern – vor allem mit seinem US-amerikanischen Kollegen Timothy Bromage – versucht Schrenk auch, neue potentielle Fossilfundstellen zu erkunden. Hierzu ist er in der Regel mehrere Monate im Jahr zeitweise auch in Uganda, Katar, im Jemen, in Saudi-Arabien und im Iran tätig.
Im Norden Malawis, in Karonga, ist aufgrund seiner Initiative und mit Unterstützung der Deutschen Gesellschaft für Technische Zusammenarbeit (GTZ) und der Uraha-Stiftung das Cultural & Museum Centre Karonga gegründet worden, das u. a. seine Vormenschenfunde beherbergen soll. Es soll ferner der lokalen Bevölkerung vermitteln, dass der Mensch sich in Afrika entwickelt hat – dies ist den meisten Afrikanern heute noch nicht bewusst. Das Zentrum soll dazu beitragen, die kulturelle Identität in Malawi zu fördern.
Mit dem 2003 gestarteten Schulprojekt „Hominiden machen Schule“ ist es Schrenk ferner gelungen, europäischen und afrikanischen Schülern mit Hilfe von Spendengeldern Abgüsse von Hominiden-Funden und Arbeitsmaterialien zur Verfügung zu stellen: Für jeden in Deutschland verkauften Materialien-Koffer erhält eine afrikanische Schule einen weiteren geschenkt. So bekommen die Schüler beispielsweise Informationen über Fundort, Alter, und Größe von Hominiden, die sie im Rahmen einer Unterrichtsreihe diskutieren können. Neben der Nutzung des Lern- und Anschauungsmaterials soll zugleich auch der Kontakt zwischen Schulen aus Europa und Afrika intensiviert werden.
Gemeinsam mit Timothy Bromage versucht Schrenk, mit Human Paleobiomics ein neues akademisches Fach zu begründen, in das neben der traditionellen Paläoanthropologie alle Fachgebiete integriert werden sollen, die den Lebensraum der Frühmenschen (das ‚Paläobiom‘) beschreiben.
Friedemann Schrenk ist Mitglied der Senatskommission für Geowissenschaftliche Gemeinschaftsforschung der Deutschen Forschungsgemeinschaft (DFG), Mitglied des Fachkollegiums Geologie-Paläontologie der DFG, Vorsitzender des Vorstands der Uraha Foundation Germany und Mitglied des Board of Trustees der Uraha Foundation Malawi.

## Auszeichnungen
- 1997 erhielt Friedemann Schrenk den Forschungspreis des Collège de France, und 1999 erhielt er den Grüter-Preis für Wissenschaftspublizistik vom Stifterverband für die Deutsche Wissenschaft.
- 2005 hielt er die Rudolf Virchow-Vorlesung des Forschungsbereichs Altsteinzeit des Römisch-Germanischen Zentralmuseums.
- 2006 wurde ihm der mit 50.000 Euro dotierte Communicator-Preis verliehen. Die Jury würdigte „die langjährige, kontinuierliche und breitgefächerte Kommunikationsleistung von Friedemann Schrenk. Er brenne nicht nur für sein Fach, es gelinge ihm auch, die Menschen zu fesseln und gleichzeitig einen wichtigen sozialen und kulturellen Beitrag für Malawi zu leisten.“ In der Würdigung der Jury hieß es ferner: „Neben seiner Arbeit in Afrika hat Schrenk sein Kommunikationstalent in zahlreichen Artikeln, Büchern und anderen Medien unter Beweis gestellt. In seinen populärwissenschaftlichen Büchern „Die Frühzeit des Menschen“, „Adams Eltern“ und „Die Neandertaler“ erklärt Schrenk die Entwicklungsgeschichte unserer Vorfahren auf spannende und gleichzeitig informative Weise. Doch nicht nur in den Printmedien, auch bei Vorträgen, Museumsführungen und Podiumsdiskussionen begeistert Schrenk sein Publikum mit Themen zur Menschwerdung in Afrika oder zur Geschichte der Evolution.“[5]
- 2011 wurde ihm das Bundesverdienstkreuz am Bande verliehen.
- Im Sommersemester 2012 war Schrenk Inhaber der 13. Johannes Gutenberg-Stiftungsprofessur an der Johannes Gutenberg-Universität Mainz.[6]

## Schriften (Auswahl)
Fachartikel
- Friedemann Schrenk et al.: Early Hominid diversity, age and biogeography of the Malawi-Rift. In: Human Evolution. Band 17, Nr. 1–2, 2002, S. 113–122, doi:10.1007/BF02436432.
- Timothy G. Bromage, Friedemann Schrenk und Frans W. Zonneveld: Paleoanthropology of the Malawi Rift: An early hominid mandible from the Chiwondo Beds, northern Malawi. In: Journal of Human Evolution. Band 28, Nr. 1, 1995, S. 71–108, doi:10.1006/jhev.1995.1007.
- Friedemann Schrenk et al.: Oldest Homo and Pliocene biogeography of the Malawi Rift. In: Nature. Band 365, 1993, S. 833–836, doi:10.1038/365833a0.

Bücher
- Die Frühzeit des Menschen. Der Weg zum Homo sapiens. (= C.H.Beck Wissen, Nr. 2059). 6., grundlegend neu bearbeitete und ergänzte Auflage. Beck, München 2019, ISBN 978-3-406-73600-1.
- mit Stephanie Müller: Die 101 wichtigsten Fragen – Urzeit. Beck, München 2006, ISBN 978-3-406-54741-6.
- mit Stephanie Müller: Die Neandertaler. (= C.H.Beck Wissen, Nr. 2373). Beck, München 2005, ISBN 3-406-50873-1.
- mit Timothy G. Bromage: Adams Eltern. Expeditionen in die Welt der Frühmenschen. Beck, München 2001, ISBN 3-406-48615-0.
- mit Timothy G. Bromage (Hrsg.): African Biogeography, Climate Change and Early Hominid Evolution. Oxford University Press, New York 1999, ISBN 978-0-19-511437-9.

Hörbücher
- Die Lehre vom fossilen Menschen. Friedemann Schrenk über paläoanthropologische Forschung. Konzeption u. Regie: Klaus Sander. Erzähler: Friedemann Schrenk. 2 Audio-CDs, supposé, Berlin 2014 ISBN 978-3-86385-004-3
- Über die Evolution des Menschen und des Bewusstseins. CD 3 in: Manfred Spitzer, Harald Lesch, Friedemann Schrenk: Big Bang. Vom Urknall zum Bewusstsein. 3 Audio-CDs, Galia Hörbücher 2011, ISBN 978-3-902533-28-9.

## Belege
1. ↑  Lebenslauf von Friedemann Schrenk (Memento vom 5. April 2019 im Internet Archive). Im Original publiziert auf dfg.de (PDF) aus Anlass der Verleihung des Communicator-Preises, Stand: 2006.
2. ↑  Afrikas Botschafter. In: Frankfurter Allgemeine Zeitung vom 31. Januar 2012, Seite 42.
3. ↑  Hans Peter Klein und Paul Dierkes: Menschheitsgeschichte im Koffer. Ein Beispiel für fachdidaktische Forschung in den Biowissenschaften. In: Forschung Frankfurt. Nr. 3, 2007, S. 74–77, Volltext (PDF).
4. ↑  Evolutionsforscher Bromage: "Unsere Wissenschaft ist unreif". In: fr-online.de. 10. Juli 2010, abgerufen am 23. Mai 2022.
5. ↑  Communicator-Preis 2006 für Friedemann Schrenk. Pressemitteilung der Deutschen Forschungsgemeinschaft vom 5. April 2006.
 Reden und Laudationes aus Anlass der Verleihung des Communicator-Preises. (Memento vom 8. März 2010 im Internet Archive). Im Original publiziert von der Deutschen Forschungsgemeinschaft, Stand vom 9. Dezember 2009.
6. ↑  Prof. Dr. Friedemann Schrenk ist Inhaber der Johannes Gutenberg-Stiftungsprofessur im Jahr 2012. Pressemitteilung der Universität Mainz vom 29. November 2011.

| Personendaten    | Personendaten               |
| ---------------- | --------------------------- |
| NAME             | Schrenk, Friedemann         |
| KURZBESCHREIBUNG | deutscher Paläoanthropologe |
| GEBURTSDATUM     | 18. Juli 1956               |
| GEBURTSORT       | Stuttgart                   |